# Тосканское вино
Тосканское вино — вино, производимое в регионе Тоскана, который расположен в центральной части Италии вдоль Тирренского побережья. Тоскана является домом для некоторых из самых известных винодельческих регионов мира, таких как Кьянти, Брунелло ди Монтальчино и Вино Нобиле ди Монтепульчано, которые в основном производятся из винограда санджовезе.

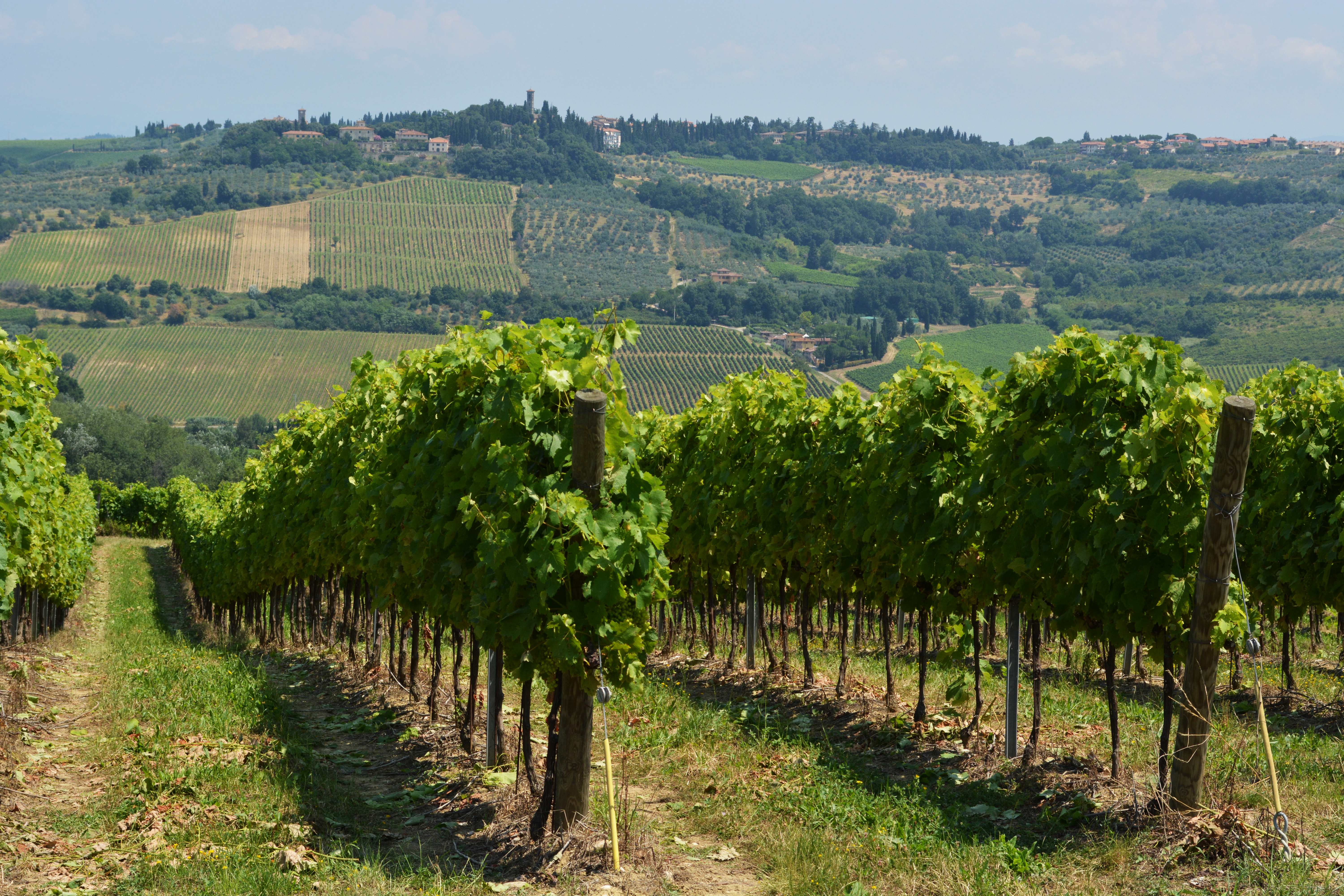
Виноградники в Сиене

## История виноделия

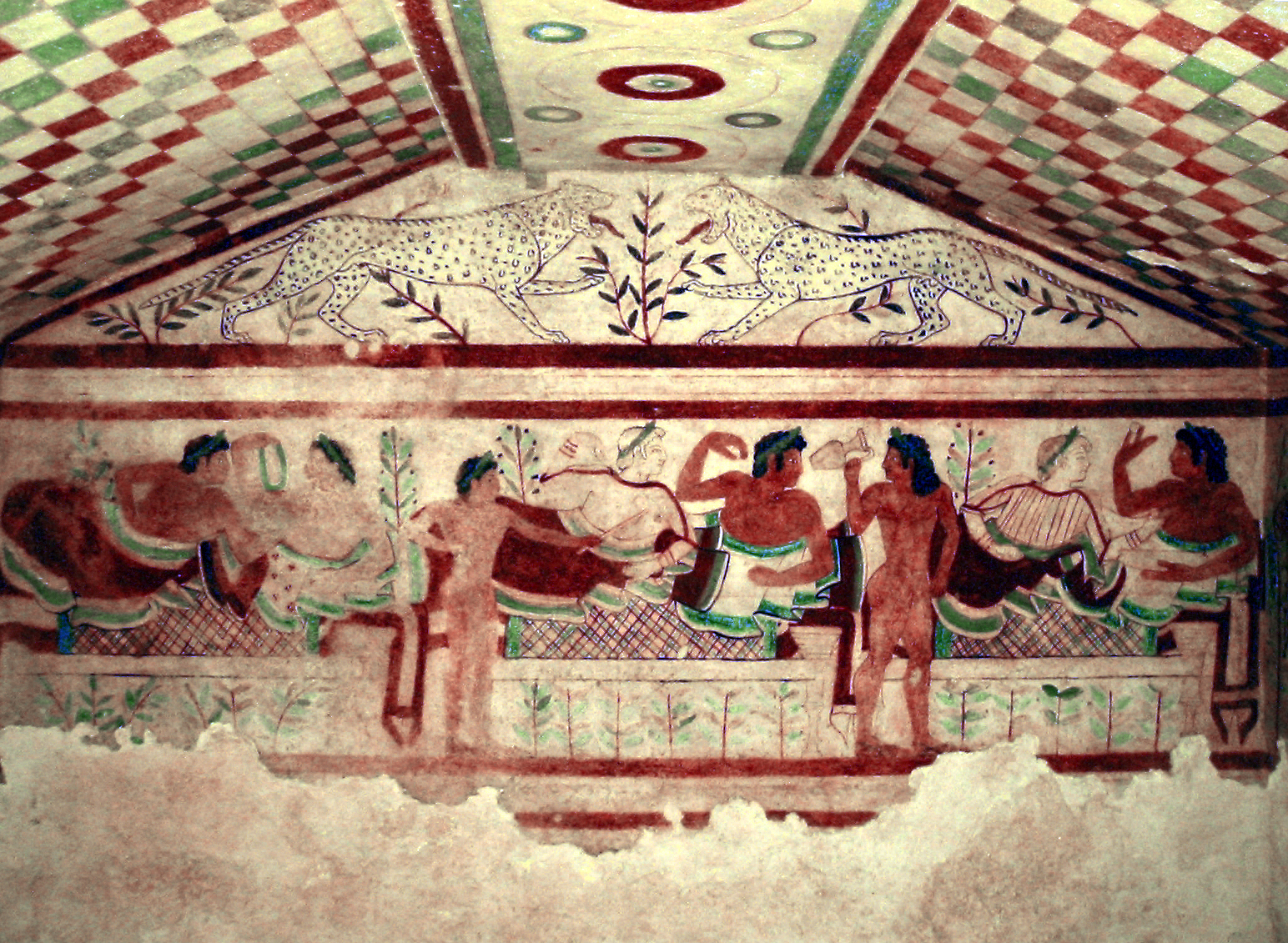
Сцена застолья на фреске в гробнице леопардов (ит.), в этрусском городе Тарквиния

История виноделия в Тоскане насчитывает тысячи лет, начиная с поселений этрусков в VIII веке до н. э. Амфоры, найденные в этом регионе, свидетельствуют о том, что тосканское вино экспортировалось в Южную Италию и Галлию уже в VII веке до н.э. В III веке до н. э. греческие писатели упоминали высокое качество тосканского вина.

## Основные вина
- Кьянти: один из самых известных винных регионов Тосканы, Кьянти производит вина, которые являются воплощением итальянского стиля. Эти вина, как правило, имеют яркий фруктовый вкус и хорошо сочетаются с различными блюдами.
- Брунелло ди Монтальчино: это вино считается одним из лучших в Италии и обладает высоким потенциалом для выдержки. Оно производится из винограда санджовезе и отличается сложным вкусом и ароматом.
- Вино Нобиле ди Монтепульчано: ещё одно вино на основе санджовезе, которое производится в окрестностях города Монтепульчано. Оно обладает характеристиками, схожими с Кьянти Ризерва.

### Супертосканские вина

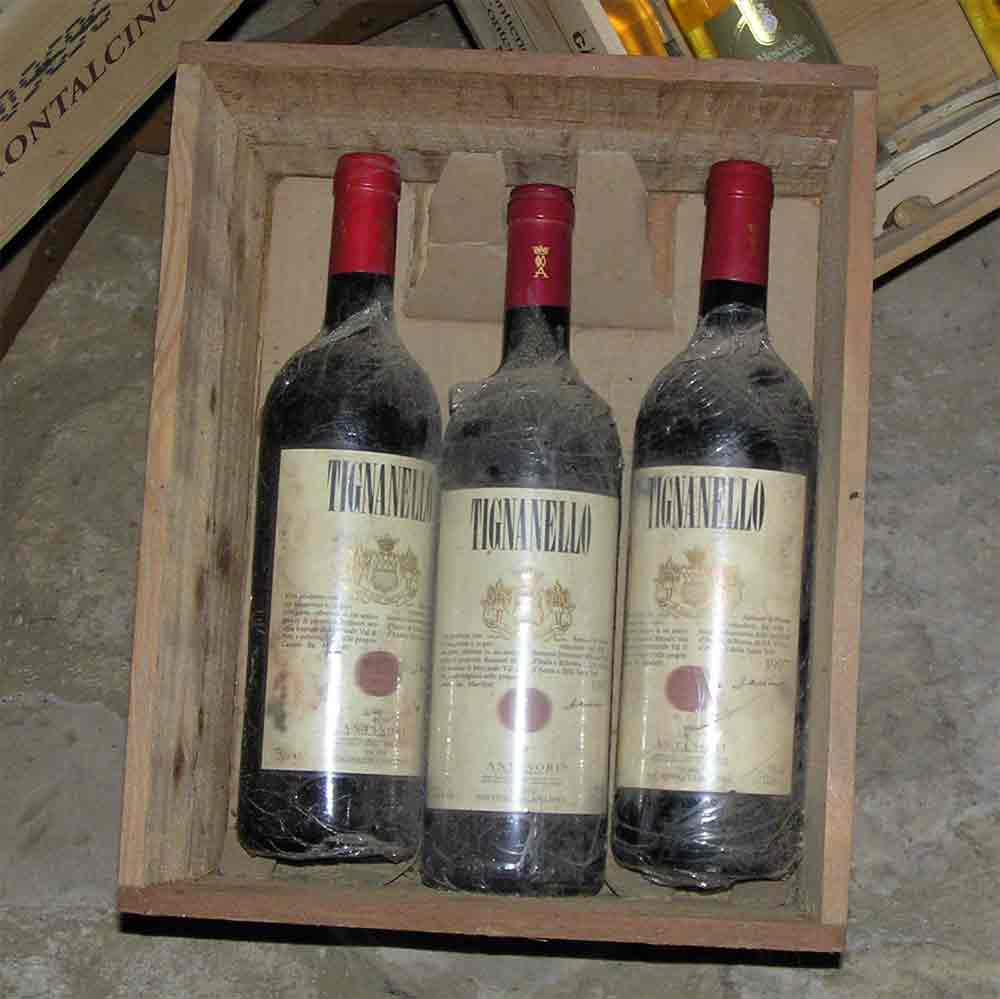

В 1970-х годах в Тоскане появился новый класс вин, известных как «супертосканские». Эти вина не соответствовали традиционным итальянским винным нормам, но быстро завоевали популярность благодаря своему высокому качеству. Многие из этих вин сейчас классифицируются как DOC или DOCG, но некоторые производители предпочитают использовать классификацию IGT (Indicazione Geografica Tipica). Отличие от традиционных тосканских вин заключается в том, что их производят не из винограда сорта санджовезе, а из других, завезённых в Тоскану, сортов (например, каберне-совиньон).

### Десертные вина
Тоскана также известна своими десертными винами, такими как Вин Санто, которое производится из различных сортов винограда региона. Это вино обладает насыщенным вкусом и ароматом, что делает его отличным дополнением к десертам.

## Климат
Регион Тоскана включает семь прибрежных островов. На западе находится Тирренское море, которое обеспечивает региону теплый средиземноморский климат. Рельеф Тосканы преимущественно холмистый (более 68 % территории), переходящий в глубине страны в Апеннинские горы, расположенные на границе с Эмилией-Романьей. Холмы смягчают летнюю жару, и многие виноградники разбиты на более высоких склонах холмов.
Виноград санджовезе лучше растет, получая больше прямого солнечного света, что является преимуществом многочисленных холмистых виноградников Тосканы. Большинство виноградников региона расположены на высотах от 150 до 500 метров. Более высокие участки также увеличивают суточные колебания температуры, помогая винограду сохранять баланс сахаров и кислотности, а также свои ароматические качества.